# 仙塩ゴルフ倶楽部
仙塩ゴルフ倶楽部（せんえんゴルフくらぶ）は、宮城県塩竈市にあるゴルフ場である。ゴルフ場のコースは「浦霞コース」と呼ばれている。浦霞コースはかつて「上ノ原ゴルフ場」と呼ばれた、東北地方最古のゴルフ場である。塩釜市の丘陵地（松島丘陵）上にあり、日本三景の松島を望む。オーナーは塩竈市に所在する老舗造り酒屋「佐浦吟醸」（株式会社佐浦）の第13代目当主の佐浦弘一である。
このゴルフ場は仙台カントリー倶楽部により1935年（昭和10年）に造られた。第二次世界大戦中、国によりゴルフ場は買い上げられ、仙台カントリー倶楽部は解散した。戦後にアメリカ軍がレクリエーション施設としてこれを接収し、ホールの増設が行われた。1952年（昭和27年）に接収が解除された後、仙塩ゴルフ倶楽部が設立され、この時に浦霞コースの命名が行われた。

## 沿革

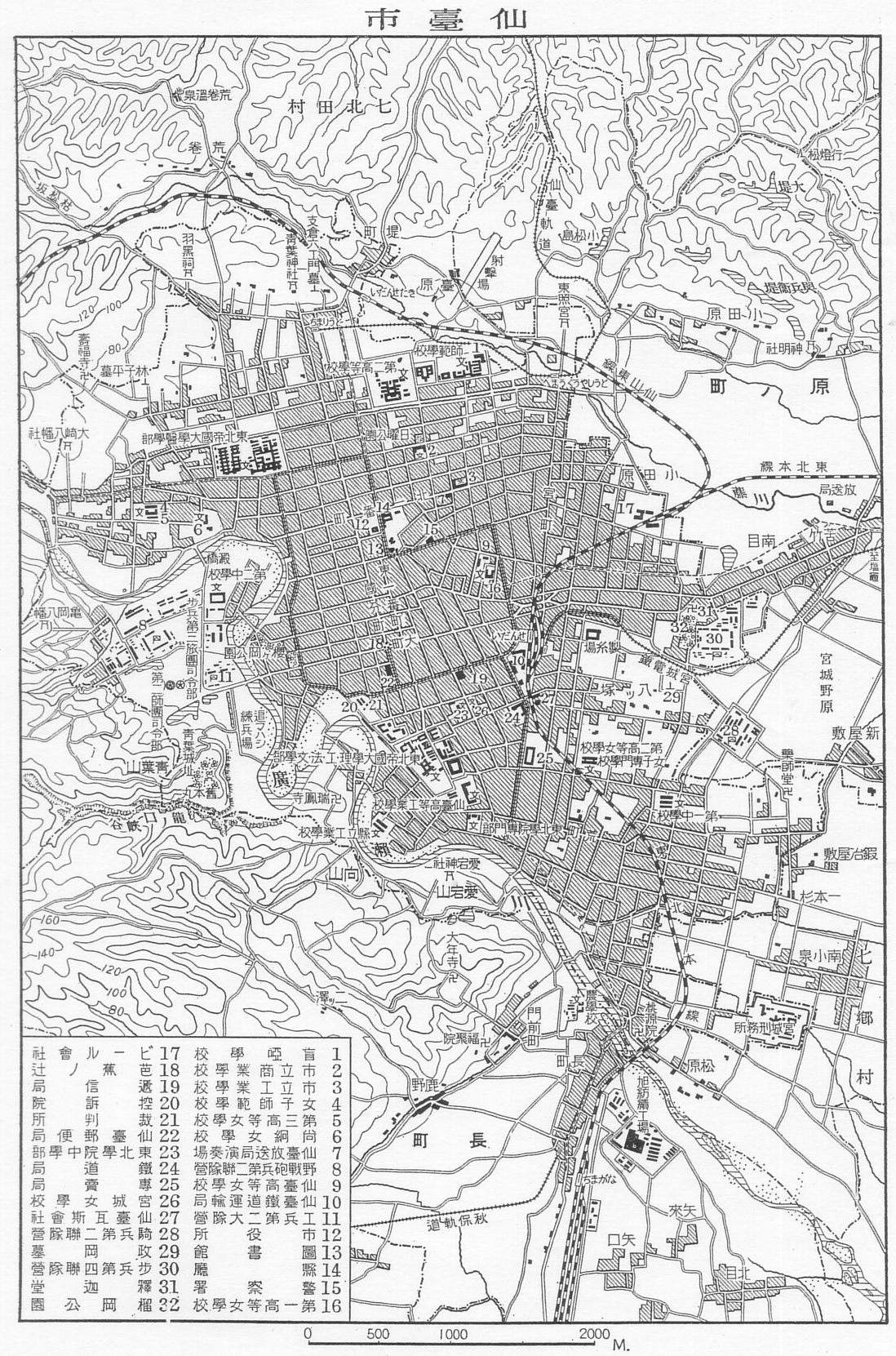
1927年（昭和2年）頃の仙台市および近郊地図。台原陸軍射撃場は地図の中央上。当初のゴルフ場は同射撃場付近に造られた。未開場のためこの地図には記されていない。

神奈川県横浜市で貿易商をしていた佐浦菊次郎（佐浦家第11代目当主）は、商売上、外国人との交友があり、ゴルフをたしなんでいた。1929年（昭和4年）になり、地元の仙台市や宮城郡塩竈町にゴルフ場がないことを河北新報社社長の一力次郎に相談したところ、1930年（昭和5年）に市内の実業家らによるゴルフ愛好家が協力して、仙台市台原にサンド・グリーン6ホールの小規模なゴルフ場を建設した。ただし、隣接地には第二師団の実弾射撃場「台原陸軍射撃場」（北緯38度17分2.2秒 東経140度52分41.7秒）があって危険であったため、1933年（昭和8年）に「仙臺カントリー倶楽部」を組織して、塩竃町上ノ原の県有地（苗圃地）および私有地に移転することを決めた。
1934年（昭和9年）より赤星四郎の設計により工事が始まったが、（当時は重機が無かったため）総て人力で造成され、かつ、資材購入費も嵩んだことから資金不足に陥り、5ホールとショートホール1の計6ホールでとりあえず完成として、1935年（昭和10年）10月1日に東北初のゴルフ場「上ノ原ゴルフ場」が開場した。
1937年（昭和12年）7月7日の盧溝橋事件に端を発して日中戦争が始まると、1938年（昭和13年）1月11日に傷痍軍人や戦死者の遺族に対応することを主目的とする厚生省が内務省から分離・設置されたが、太平洋戦争末期の1944年（昭和19年）に当ゴルフ場を含む隣接地一帯が同省に強制買い上げされたため仙臺カントリー倶楽部は解散し、当地は同省所管の職業協会の北部訓練道場（軍事訓練所・食糧増産所）に転用されることになった。
1945年（昭和20年）8月15日に第二次世界大戦が終戦となり、当ゴルフコースはイモ畑に転用される予定が中止された。占領期に入り、隣接する多賀城村（現多賀城市）の多賀城海軍工廠跡地は「キャンプ・ローパー」となり、アメリカ軍空挺部隊が進駐した（北緯38度17分45.9秒 東経141度1分34.9秒）。すると、守屋栄夫塩竈市長（当時）は料亭勝画楼（北緯38度19分5.1秒 東経141度1分7秒）に地区司令官ティプトン大佐ら幹部を招待し、菊次郎も自社の日本酒「浦霞」を持参して臨席した。このとき、菊次郎とゴルフ好きの同大佐との間で当ゴルフ場が話題に上がり、翌1946年（昭和21年）に同大佐の名で当ゴルフ場を米軍のレクリエーション施設として使用するため整備するよう命令書が塩竈市長に出された。整備が終わると米軍がゴルフをするようになり、1947年（昭和22年）4月には進駐軍に正式に接収されたものの、1948年（昭和23年）には職業協会から菊次郎に当ゴルフ場は払い下げられ、所有権だけは佐浦家に戻った。1949年（昭和24年）には米軍工兵隊によって3ホールが拡張され、東北初の9ホールのゴルフ場となった。
サンフランシスコ講和条約の発効を前にした1952年（昭和27年）3月には進駐軍の接収が解除され、当ゴルフ場の経営権も菊次郎に戻った。すると、「仙臺カントリー倶楽部」時代の関係者の後援を得て「仙塩ゴルフ株式会社」を運営会社として設立し、「仙塩ゴルフ倶楽部」も創立した。また、当ゴルフ場は「浦霞コース」と命名された。米軍接収時代にクラブハウスとして使用されていた板カマボコ型兵舎に隣接する形で、新クラブハウスも同年夏に完成（両者とも現在も使用されている）。
高度経済成長期の1960年（昭和35年）にはクラブハウスを増築し、また、従来の姫高麗芝（日本芝）1グリーンから1965年（昭和40年）には姫高麗芝2グリーンとした。さらに東北で初めてベントグラス（西洋芝）をグリーンに導入し、1968年（昭和43年）には片方のグリーンを、1971年（昭和46年）には両グリーンともベントグラス化した。

### 年表
- 1930年（昭和5年） - 佐浦菊次郎、一力次郎、早川退蔵（宮城貯蓄銀行常務）ら在仙台ゴルフ愛好家により、仙台市台原（だいのはら）にサンド・グリーン6ホールの簡素なゴルフ場を開場。
- 1935年（昭和10年）10月1日 - 初代会長伊達興宗、理事長一力次郎、キャプテン佐浦菊次郎によって6ホールで「仙臺カントリー倶楽部」を組織し、塩竈町に「上ノ原ゴルフ場」を開場。
- 1944年（昭和19年） - 厚生省にゴルフ場が強制買い上げされ、仙臺カントリー倶楽部も解散。
- 1947年（昭和22年）4月 - 進駐軍に接収。
- 1949年（昭和24年） - 米軍工兵隊が3ホールを拡張し、9ホールとなる。
- 1952年（昭和27年） - 接収解除により、「仙塩ゴルフ倶楽部」を創立して、当ゴルフ場を「浦霞コース」と命名。

## アクセス
- 三陸自動車道・利府中ICより「しおりふれあいトンネル」経由で2.6km
- 仙石線（JR東日本）本塩釜駅より鹽竈神社経由で2.0km。